# Kawanishi N1K1-J
 (juillet 2017).
Si vous disposez d'ouvrages ou d'articles de référence ou si vous connaissez des sites web de qualité traitant du thème abordé ici, merci de compléter l'article en donnant les références utiles à sa vérifiabilité et en les liant à la section « Notes et références ».
Le Kawanishi N1K-J Shiden (紫電 "éclair violet") était une version terrestre de l'hydravion N1K de la Marine Impériale Japonaise. Désigné sous le nom de « George », le N1K-J était considéré par ses pilotes comme par ses adversaires comme l'un des meilleurs chasseurs basés à terre des Japonais de la Seconde Guerre mondiale.
Le Shiden Kai possédait un armement lourd ainsi qu'une maniabilité étonnamment bonne, grâce à un interrupteur au mercure qui prolongeait automatiquement les volets pendant les virages. Ces volets "de combat" généraient plus de portance, permettant ainsi des virages plus serrés. Contrairement au Mitsubishi A6M, le Shiden Kai pouvait rivaliser avec les meilleurs chasseurs alliés de la fin de la guerre, tels que le F6F Hellcat, le F4U Corsair et le P-51 Mustang.

## Conception

### N1K1-JShiden
Le Kawanishi Shiden (紫電) fut l'un des meilleurs chasseurs basés à terre utilisés par la marine impériale japonaise à la fin de la Seconde Guerre mondiale. Extrapolé de l'hydravion de chasse N1K1 Kyofu (code allié Rex), qui vola pour la première fois en août 1942, le N1K1-J, pourvu d'un train d'atterrissage à roues, fut développé à la fin de la même année et prit l'air le 27 décembre 1942.

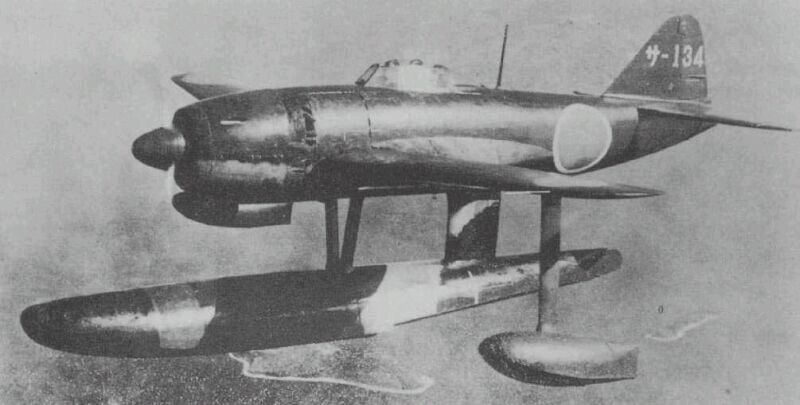
Kawanishi N1K1 "Rex", hydravion de chasse, photographié par la marine japonaise avant 1945

Selon le système de désignation de la Marine impériale japonaise la première lettre du code d'identification de ses avions correspond au type d'appareil : N pour « hydravion de chasse » mais J pour « chasseur terrestre ». Les N1K1-J et N1K2-J reçoivent donc un J en fin de code pour indiquer qu'en tant que chasseurs terrestres ils sont une extrapolation réalisée à partir d'un autre type d'appareil.

Ce projet industriel n'était pas une commande de la marine mais un développement privé de l'avionneur Kawanishi, aussi ne reçut-il pas dans un premier temps l'accueil qu'il méritait. Écarté au profit du Mitsubishi J2M Raiden, il fut finalement accepté comme principal avion de chasse basé à terre par la marine quand le chasseur concurrent connut d'importants retards de production.
L'appareil, surnommé George par les Alliés, entra en service au début de 1944 et sa production s'éleva à 1 007 exemplaires de trois versions différentes par leur armement.
Le N1K1-J donna rapidement satisfaction car son armement et son blindage étaient en net progrès par rapport au Mitsubishi Zero. Il était notamment armé de quatre canons Type 99 de 20 mm dans les ailes. La maniabilité était très bonne du fait de l'utilisation de volets de combat à commande automatique. Cependant, l'avion souffrait, entre autres, de problèmes importants au niveau du train d'atterrissage : le train très long du fait des ailes médianes et de la très grande hélice obligeaient la mise en place d'un système complexe de rétraction. De nombreux avions furent détruits à l'atterrissage du fait de la rupture des jambes de train.
Il n'en demeure pas moins que le Shiden, dans les mains de pilotes expérimentés (denrée rare en 1944) était un adversaire tout à fait à la hauteur des F6F5 de la marine américaine.

### N1K2-JShiden Kai

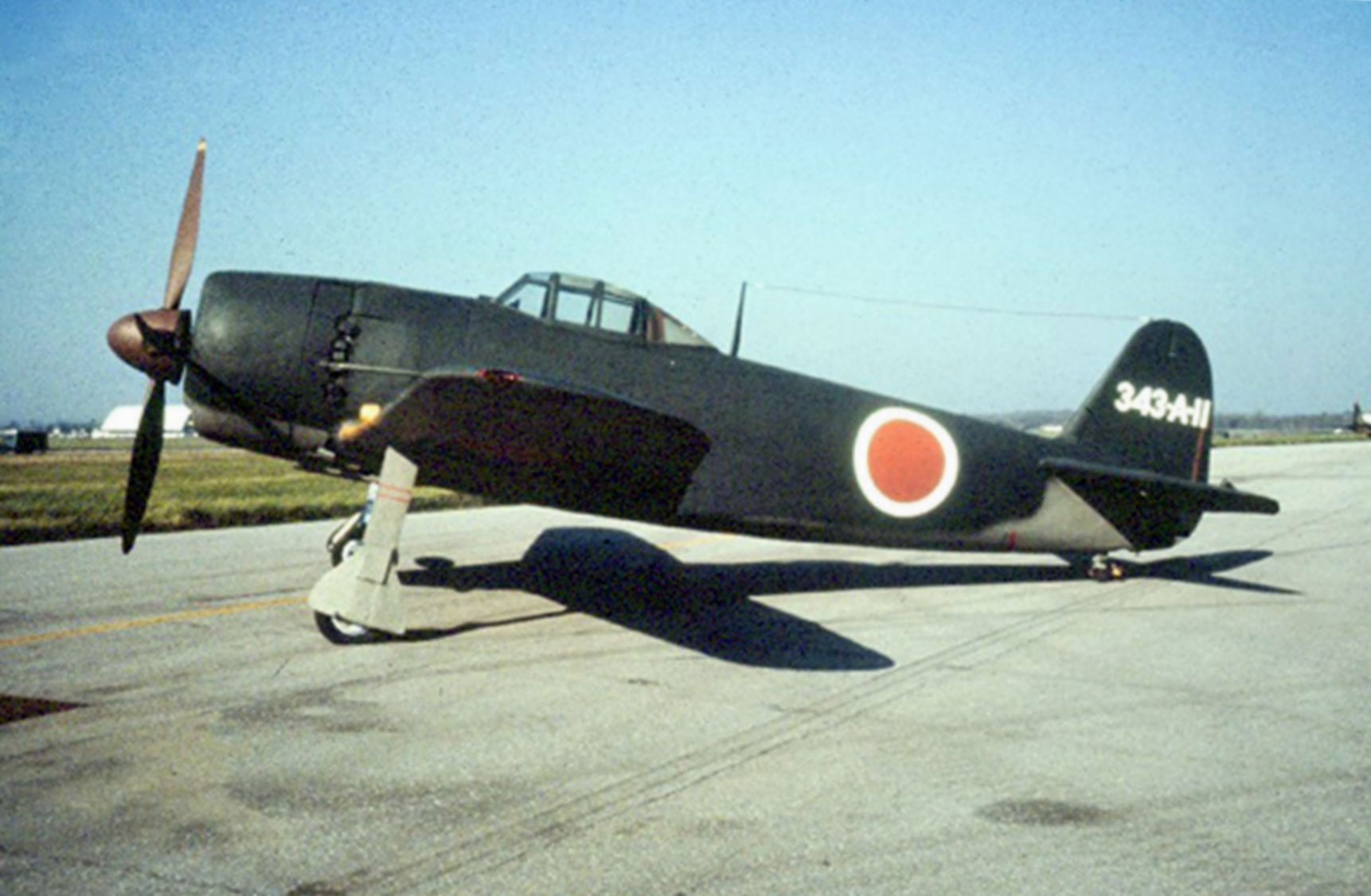
N1K2-J Shinden Kai du National Museum of the U.S. Air Force en 2005.

Seulement quatre jours après le premier vol d'essai du Shiden, une refonte complète fut amorcée, le N1K2-J. La nouvelle conception a abordé les principaux défauts du N1K1-J, principalement l'aile intermédiaire et le train d'atterrissage long. Les ailes ont été déplacées vers une position basse, ce qui a permis l'utilisation d'un train d'atterrissage conventionnel plus court. Le fuselage a été allongé et la queue redessinée. La production de l'ensemble de l'avion fut simplifiée : plus d'un tiers des pièces utilisées dans le précédent Shiden pourrait encore être utilisé dans son successeur tandis que la construction faisait davantage usage de matériaux non critiques. La conception du N1K2 était d'environ 250 kg plus léger, plus rapide et plus fiable que son prédécesseur. En l'absence d'alternative, le moteur Homare fut utilisé même si les problèmes de fiabilité persistaient. Un prototype de la nouvelle version prit l'air le 1er janvier 1944. Après avoir terminé les essais de la Marine en avril, le N1K2-J fut précipité en production. Cette nouvelle variante porta le nom de "Shiden-Kai" (紫電改), Kai signifiant modifié.
Le N1K2-J Shiden-Kai s'est avéré être l'un des meilleurs avions de chasse produits par les deux côtés. Avec sa grande vitesse, le Shiden-Kai offrait aux pilotes un avion agile avec un taux de roulis de 82°/s à 386 km/h emportant quatre puissants canons de 20 mm dans les ailes. Toutefois, entravé par un mauvais taux de montée et de mauvaises performances du moteur à haute altitude, il n'est pas adapté à l'interception de bombardiers.
Le Shiden Kai équipa le célèbre 343 kōkūtai, l'escadre des as japonais créée avec les meilleurs vétérans à la manière de la JV 44 allemande. Quand ces hommes avaient assez d'avions et de carburant, ils étaient un rude choc pour les aviateurs américains qui croyaient toute opposition balayée.

## Histoire opérationnelle
Le N1K Shiden est entré en service opérationnel au début de 1944. Les N1K1 et N1K2 Shiden-Kai arrivèrent plus tard cette année-là et faisaient partie des rares avions japonais à offrir de la résistance aux pilotes américains en fin de guerre et pouvait être une arme redoutable entre les mains d'un as. En février 1945, le lieutenant Kaneyoshi Muto (en), pilotant un N1K2-J faisant partie d'un groupe d'au moins 10 pilotes japonais expérimentés, a affronté sept Hellcats de la marine américaine (VF-82) au-dessus du Japon. Son groupe a abattu quatre Hellcats sans aucune perte. Après l'action, les journalistes ont fabriqué une histoire dans laquelle Muto affrontait seul 12 avions ennemis. Un de ses amis proches, l'as Saburō Sakai, affirme dans son autobiographie qu'un combat à un contre douze a eu lieu, mais Muto aurait été aux commandes d'un chasseur A6M Zero.
Les N1K1-J ont été utilisés très efficacement au-dessus de Formose (Taïwan), aux Philippines et plus tard à Okinawa. Avant la version améliorée N1K2-J, 1007 avions furent produits, y compris des prototypes. Les difficultés de production et les dommages résultant des raids de bombardiers B-29 sur les usines ont limité la production de N1K2-J à 415 unités.

### 343 Kōkūtai
Le N1K2-J Shiden-Kai était un avion formidable mais exigeant, disponible en quantité limitée. En conséquence, les appareils furent distribués à des unités d'élite telles que le 343e Air Group de l'IJN (343 Kōkūtai), constitué le 25 décembre 1944 et commandé par Minoru Genda. Le nouveau 343rd Kōkūtai accueillait les meilleurs pilotes de chasse du Japon tels que Muto et Genda. L'unité reçut le meilleur équipement disponible, comme le nouvel avion de reconnaissance à longue portée Nakajima C6N Saiun (nom de code "Myrt").
Le 18 mars 1945, l'un des « Myrts » réussit à repérer les porte-avions américains en route vers le Japon. Le lendemain matin, des Shiden du groupe ont intercepté 300 avions américains. La plupart des avions de la force du 343 Kōkūtai envoyés étaient des N1K2. Lorsque les Shiden ont rencontré les Grumman F6F Hellcats du groupe VBF-17, trois avions ont été perdus des deux côtés lors de l'attaque initiale : un Hellcat et deux Shidens ont été abattus par un tir ennemi, deux appareils sont entrés en collision et un Hellcat s'est écrasé en essayant d'atterrir. Un autre Shiden a plongé sur un groupe de Hellcat et en a abattu un autre. À la fin, le Hikōtai avait perdu six chasseurs pour huit du côté du VBF-17.
Une autre rencontre notable opposa le N1K au Vought F4U Corsair. Deux Corsair du VBF-10, accidentellement séparés de leurs formations principales, furent attaqués par des Shiden du 343e. Quatre N1K2 ont été abattus. Les Corsair ont réussi à revenir à leur navire, l'USS Bunker Hill. Une deuxième rencontre eut lieu lorsque les pilotes de Shiden ont confondu des Corsair du VFM-123 avec des Hellcat et les ont attaqués. Un duel aérien de 30 minutes s'ensuivit. Trois Corsair furent descendus et cinq autres endommagés. Trois autres F4U sont retournés à leurs porte-avions mais si lourdement endommagés qu'ils finirent au rebut. Aucun Shiden n'a été perdu dans cette bataille aérienne. Les pilotes japonais ont toutefois enregistré des pertes dans des actions connexes. Deux Shiden ont été abattus lors du retour des Hellcat du VF-9, et beaucoup plus furent détruits par des chasseurs américains au-dessus d'un autre aérodrome où, par manque de carburant, leurs pilotes avaient tenté d'atterrir. À la fin de la journée, le 343e a revendiqué 52 victoires et les groupes américains 63. Les pertes réelles ont été de 15 Shiden et 13 pilotes, un « Myrt » avec son équipage de trois hommes et neuf autres chasseurs japonais. Les États-Unis ont également subi de lourdes pertes : 14 chasseurs et sept pilotes, plus 11 autres avions d'attaque. Cinq jours plus tard, un prix non officiel fut envoyé au 343 Kōkūtai pour la bravoure dont les pilotes avaient fait preuve le 19 mars
Le 12 avril 1945, une autre bataille féroce impliqua l'escadron. Les Japonais ont enregistré plusieurs victoires mais ont subi 12 pertes parmi 34 avions. Le 4 mai, 24 autres Shiden furent envoyés.
À chaque rencontre avec des combattants ennemis, le Shiden, en particulier la version Kai, s'est avéré un chasseur performant avec une puissante combinaison de puissance de feu, d'agilité et de structure robuste. Le 343 Kōkūtai est resté opérationnel jusqu'à ce que des pertes écrasantes obligent le groupe à se retirer. Il a été démantelé le 14 août 1945, lorsque l'Empereur ordonna sa reddition.

## Variantes

### N1K1-JShiden
- N1K1-J (prototype) : version prototype de l'hydravion N1K1 Kyofu avec un moteur Homare 11 de 1 820 ch
- N1K1-J Shiden Model 11 : chasseur-intercepteur terrestre de la marine impériale japonaise, premier modèle de production, équipé d'un moteur Homare 21 de 1 990 ch et armé de 2 mitrailleuses Type 97 de 7,7 mm de capot et de 2 canons Type 99 de 20 mm
- N1K1-Ja Shiden Model 11a : mitrailleuses de 7,7 mm retirées, le nombre de canons de 20 mm est augmenté à quatre (toujours sous les ailes)
- N1K1-Jb Shiden Model 11b : semblable au modèle 11A, peut embarquer deux bombes de 250 kg, l'armement offensif a également subi une révision.
- N1K1-Jc Shiden Model 11c : version chasseur-bombardier définitive dérivée du modèle 11b, peut embarquer quatre bombes de 250 kg (deux rack sous chaque aile).
- N1K1-J Kai a : version expérimentale avec fusée auxiliaire. Conversion d'un seul appareil modèle 11
- N1K1-J Kai b : conversion pour le bombardement en piqué. Emporte une bombe de 250 kg avec six roquettes sous chaque aile.

### N1K2-JShiden-Kai
- N1K2-J (prototype) : modèle N1K1-Jb redessiné. Ailes basses, capot moteur et train d'atterrissage modifiés. Nouveau fuselage et empennage, 8 exemplaires construits.
- N1K2-J Shiden Kai Model 21 : intercepteur terrestre de la marine impériale japonaise, premier modèle de production équipé d'un moteur Nakajima Homare 21.
- N1K2-Ja Shiden Kai Model 21a : version chasseur-intercepteur, équipé d'un moteur Homare 21-18 de 2 000ch, possède une profil d'ailes basses et une plus grande hélice, peut emporter quatre bombes de 250 kg. Vitesse opérationnelle d'environ 711 km/h à une altitude approximative de 12 800 m lors de l'utilisation de la puissance auxiliaire d'urgence (WEP). Correction des problèmes rencontrés par le N1K2-J en haute altitude.
- N1K2-K Shiden Kai Rensen 1, Model a : chasseur d'entraînement modifié de la série N1K-J avec deux sièges, conversion d'appareils opérationnels ou d'usine.

### Autres variantes
- N1K3-J Shiden Kai 1 Model 31 (prototype) : moteur déplacé vers l'avant, deux mitrailleuses Type 3 de 13,2 mm à l'avant, 2 exemplaires construits.
- N1K3-A Shiden Kai 2 Model 41 (prototype) : version embarquée (porte-avions) du N1K3-J, 2 exemplaires construits.
- N1K4-J Shiden Kai 3 Model 32 (prototype) : version équipée d'un moteur Homare 23 de 2 000 ch, 2 exemplaires construits.
- N1K4-A Shiden Kai 4 Model 42 (prototype) : conversion expérimentale dN1K4-J avec l'équipement pour l'utilisation dans les transporteurs, 1 construit.
- N1K5-J Shiden Kai 5 Model 25 (projet) : version intercepteur de haute altitude avec un moteur Mitsubishi HA-43 (MK9A) 2 200 ch.

## Survivants
Au moins trois Shiden Kai ont survécu dans les musées américains :
L'un d'eux est au Musée national de l'aviation navale à Pensacola, en Floride.
Le deuxième N1K2-Ja (n/s 5312), une variante chasseur-bombardier équipée de supports sous les ailes pour transporter des bombes, est exposée dans la galerie Air Power du National Museum of the United States Air Force, à la base aérienne de Wright-Patterson près de Dayton dans l'Ohio. Cet avion a été exposé à l'extérieur pendant de nombreuses années sur un terrain de jeu pour enfants à San Diego, souffrant d'une corrosion considérable et fut sérieusement détérioré. En 1959, il a été donné au musée grâce à la coopération de l'Escadron de San Diego de l'Air Force Association. En octobre 2008, l'avion est retourné à l'étalage après une restauration intensive de huit ans. De nombreuses pièces ont dû être réaménagées par le personnel de restauration du musée. Quatre numéros de série différents ont été trouvés sur des pièces de la cellule, indiquant le réassemblage de trois épaves différentes ramenées aux États-Unis. Le numéro de série 5312 fut celui qui ressortait le plus souvent sur les pièces, d'où son attribution à l'appareil. Ce N1K2-Ja est peint comme un avion du Yokosuka Kōkūtai, une unité d'évaluation et de test.
Le troisième exemplaire appartient au National Air and Space Museum, mais a été restauré par le Champlin Fighter Museum (en) de Falcon Field à Mesa, en Arizona en échange du droit d'exposer l'avion au Falcon Field pendant 10ans après sa restauration. Il est actuellement exposé au centre Steven F. Udvar-Hazy du National Air and Space Museum.
Un authentique Shiden-Kai de l'escadron 343 est exposé dans un musée local à Shikoku, au Japon. Après que l'avion ait été endommagé durant une bataille, son pilote atterrit le 24 juillet 1945 dans les eaux du canal de Bungo, mais ne fut jamais retrouvé. Au moment de la récupération de l'avion dans les fonds marins dans les années 1970, il ne pouvait être identifié que comme l'un des six pilotes de l'escadron 343 qui fut porté disparu ce jour-là. Des photos des six personnes, dont Takashi Oshibuchi le commandant du 701 Hikōtai, sont affichées sous le moteur de l'avion.

## Culture populaire

### Au cinéma
- On peut apercevoir des Shinden aux côtés de chasseurs A6M5 Zero dans l'épisode Sonic Boom Squadron de l'OAV japonais The Cockpit (deuxième épisode). Leur objectif est de couvrir un escadron de bombardiers japonais (G4M1 ou Ki-67 -doivent être identifiés-) qui transportent des avions suicides MXY-7 Ohka, dont un qui est piloté par le protagoniste.

### Jeux vidéo
- Le N1K1 est présent dans le jeu-vidéo War Thunder. Classé comme Chasseur, l'avion est disponible en trois versions : N1K1-Ja, N1K2-J et N1K2-Ja, dans cet ordre. Fidèlement modélisées, les trois variantes sont disponibles en début de tiers IV.